# Verenigde Kerk van Christus in Japan
De Verenigde Kerk van Christus in Japan  (Japans: 日本キリスト教団 (Nihon Kirisuto Kyōdan); Engels:United Church of Christ in Japan (UCCJ)) is het grootste protestantse kerkgenootschap in Japan. De kerk is lid van de Wereldraad van Kerken.
De Verenigde Kerk van Christus ontstond toen op 24 juni 1941 de Japanse regering alle protestantse instanties tot samenwerking dwong. Na de Tweede Wereldoorlog werd in 1946 door de geallieerde bezettingsmacht de vrijheid van godsdienst ingevoerd, waarna een aantal van de kerkgenootschappen, waaronder de Anglicaanse Kerk en het Leger des Heils, besloot zijn eigen identiteit weer aan te nemen.
De kerk heeft bijna 200.000 leden in 1725 kerken. Er zijn 2189 actieve voorgangers. Er zijn wereldwijd circa 26 evangelisten actief.